# Pseudaphycus alveolatifrons
Pseudaphycus alveolatifrons är en stekelart som beskrevs av Charles Joseph Gahan 1946. Pseudaphycus alveolatifrons ingår i släktet Pseudaphycus och familjen sköldlussteklar. Inga underarter finns listade i Catalogue of Life.